# Nouna
Nouna – miasto w Burkinie Faso, ośrodek administracyjny prowincji Kossi. Według danych szacunkowych na rok 2013 liczyło 18 213 mieszkańców.